# Intel Quick Sync Video
Intel Quick Sync Video és la marca d'Intel pel seu nucli de maquinari dedicat a la codificació i descodificació de vídeo. Quick Sync es va introduir amb la microarquitectura de la CPU Sandy Bridge el 9 de gener de 2011 i des de llavors s'ha trobat a la matriu de les CPU Intel.
El nom "Sincronització ràpida" fa referència al cas d'ús de la transcodificació ràpida ("conversió") d'un vídeo des, per exemple, d'un DVD o Blu-ray Disc a un format adequat, per exemple, a un telèfon intel·ligent. Això adquireix una importància crítica en el lloc de treball de vídeo professional, en el qual el material d'origen pot haver-se gravat en qualsevol nombre de formats de vídeo, tots els quals s'han de portar a un format comú (normalment H.264) per a l'entrecort.
A diferència de la codificació de vídeo en una CPU o una GPU de propòsit general, Quick Sync és un nucli de maquinari dedicat a la matriu del processador. Això permet un processament de vídeo molt més eficient.

## Disponibilitat
El vídeo de sincronització ràpida està disponible als processadors Core i3, Core i5, Core i7 i Core i9 que comencen amb Sandy Bridge i als processadors Celeron i Pentium que comencen per Haswell.

## Rendiment i qualitat
Com la majoria dels codificadors accelerats per maquinari d'escriptori, Quick Sync ha estat elogiat per la seva velocitat. La vuitena comparació anual de còdecs de vídeo MPEG-4 AVC/H.264 va mostrar que la sincronització ràpida era comparable a la preconfiguració superràpida x264 en termes de velocitat, relació de compressió i qualitat (SSIM); es van realitzar proves en un processador Intel Core i7 3770 (Ivy Bridge). Tanmateix, la sincronització ràpida no es va poder configurar per passar més temps per aconseguir una qualitat més alta, mentre que x264 va millorar significativament quan es va permetre utilitzar més temps amb la configuració recomanada.
Una avaluació de 2012 d'AnandTech va demostrar que QuickSync a Ivy Bridge d'Intel va produir una qualitat d'imatge similar en comparació amb el codificador NVENC de la GTX 680 de Nvidia, mentre que funcionava molt millor a resolucions inferiors a 1080p.

## Desenvolupament
Quick Sync es va presentar per primera vegada a l'Intel Developer Forum 2010 (13 de setembre), però, segons Tom's Hardware, Quick Sync s'havia conceptualitzat cinc anys abans. L'antiga microarquitectura de Clarkdale tenia suport de descodificació de vídeo de maquinari, però no suport de codificació de maquinari; era conegut com Intel Clear Video.